# Векман, Маттиас
Матиас Ве́кман (нем. Matthias Weckmann, возможно 1616, Нидердорла, Тюрингия — 24 февраля 1674, Гамбург) — немецкий органист и композитор периода барокко. Представитель Северонемецкой органной школы.

## Биография
Был сыном Якоба Векмана, ученого и органиста, затем пастора в Опперсхаузене.
Музыкальное образование получал в 1628 — 1630 годах в Дрездене (как хорист при саксонском дворе; под руководством Генриха Шютца). В 1633 году по рекомендации Шютца получил от курфюрста Иоганна Георга I стипендию на учёбу в Гамбурге у известного органиста Якоба Преториуса в Церкви Св. Петра. Там же познакомился с органистом Собора Святой Екатерины Генрихом Шейдеманном.
В 1636 или 1637 году стал органистом курфюрстской Замковой церкви в Дрездене и, между 1637 и 1639 годами, — в новооснованной капелле курпринца. В 1643 году сопровождал Шутца и других работников капеллы в Данию, где был назначен зятем курфюрста кронпринцем Кристианом капельмейстером двора в Нюкёбинге.
После смерти принца в 1647 году вернулся на должность придворного органиста в Дрезден, при этом работая время от времени в Гамбурге и Любеке.
25 июля 1648 года женился на дочери некого лютниста. Шафером был органист Церкви Святой Марии в Любеке Франц Тундер. Зимой 1649 — 1650 годов Векмана в Дрездене посетили Фробергер и Керль, после чего между ним и Фробергером началась активная переписка, дающая Векману значительный импульс к работе.
В результате победы в большом конкурсе в 1655 году Векман получил пост органиста и старосты Церкви Св. Якова в Гамбурге. При поддержке влиятельных горожан вместе с другими музыкантами и основал Музыкальную коллегию. После смерти Шейдеманна в 1663 году поддерживал дружеские отношения с органистом Собора Святой Екатерины Иоганном Адамом Рейнкеном. Встречался с тестем Букстехуде Францем Тундером, продвигая работы Фробергера.
Контакт с дрезденским двором не прервался после его ухода: оба сына (Ганс Георг и Яков) учились на стипендию двора в Вюртемберге, а и сам композитор совершил по крайней мере одну поездку (1667?) в Дрезден. Якоб Векман стал состоявшимся музыкантом и был c 1672 года до своей смерти в органистом Томаскирхе в Лейпциге.
Векман умер в 1674 году в Гамбурге и был похоронен в семейном склепе под органом Церкви Св. Якова. Его преемник Генрих Фреезе (ум. 1720) женился на второй жене Векмана и унаследовавшем все его сочинения, которые позднее были приобретены люнебургским органистом Георгом Бёмом, вследствие чего больша́я часть сочинений Векмана находится в Государственной библиотеке Люнебурга.

## Произведения
Векман писал хоральные прелюдии для клавира и органа, в которых видно французское и итальянское влияние, различные сонаты для трёх или четырёх инструментов, оркестровую и вокальную музыку. С точки зрения стиля следовал прогрессивным наработкам Шютца: concertato, тенденции к большей хроматизации и усложнению контрапунктического письма.
Сохранились:
- 12 духовных концертов
- 12 сонат для Гамбургской музыкальной коллегии
- Все произведения для органа или клавира (изданы Зигберт Рампе[нем.], Bärenreiter, 1991)
- Обработки хоралов для органа
- Песни и короткие арии